# Trận đấu giữa Ba Lan và Hungary, năm 1939

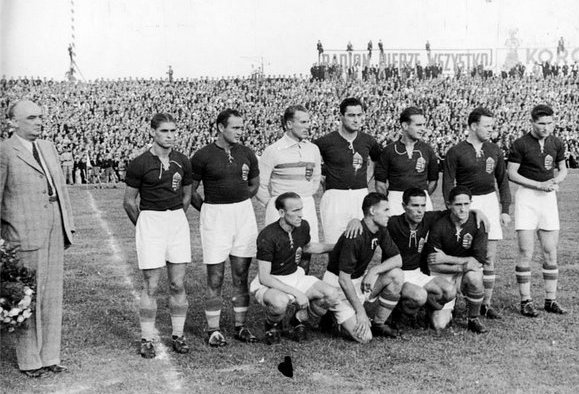
Đội tuyển Hungary trước trận đấu với Ba Lan tại sân Quân đội Ba Lan ở Warszawa.

Trận đấu cuối cùng, theo cách nó được gọi ở Ba Lan, đã diễn ra vào Chủ nhật, ngày 27 tháng 8 năm 1939 tại sân vận động Quân đội Ba Lan ở Warszawa. Đó cũng là trận đấu cuối cùng của Ba Lan vào thời kỳ giữa hai cuộc chiến tranh trước khi Chiến tranh thế giới thứ hai bùng nổ. Đội tuyển bóng đá quốc gia Ba Lan đã thể hiện bản lĩnh tuyệt vời khi đánh bại một đội bóng mạnh và là Á quân Giải bóng đá vô địch thế giới 1938, Hungary, với tỷ số 4-2. Với nhiều người Hungary, nó đã chỉ còn là quá khứ bị lãng quên và ít được nhắc tới do chỉ có tính chất giao hữu; nhưng nó vẫn được lưu truyền rộng rãi ở Ba Lan do họ đã thắng một đội hùng mạnh trước Thế chiến II.
Bốn ngày trước trận đấu, Đức Quốc Xã và Liên Xô cùng ký Hiệp ước Xô-Đức với âm mưu xóa sổ Ba Lan khỏi bản đồ châu Âu. Lúc đấy, không khí ở Ba Lan trước cuộc chiến là rất căng thẳng và khốc liệt, và lệnh tổng động viên cho Lực lượng Vũ trang Ba Lan có thể được công bố bất kỳ lúc nào. Nhưng nhiều người Ba Lan vẫn hy vọng được xem trận đấu, và tận hưởng cảm giác cuối hè với ánh mặt trời rạo rực.
Năm 1939 là thời điểm Hungary là một trong những đội bóng được yêu mến nhất thế giới. Vì thế nhiều người không kỳ vọng Ba Lan có thể đánh bại Hungary, đương thời, do chín lần trước gặp nhau, Ba Lan đều không thắng. Bản thân Przegląd Sportowy cũng thừa nhận "Khó thắng, nhưng vẫn phải quyết đấu".
Alex James, một người Scotland, người đã ở Ba Lan vào hè 1939 để giúp Józef Kałuża xây dựng đội hình và huấn luyện cầu thủ Ba Lan, cảm thấy lo ngại cho nguy cơ chiến tranh nên đã rời Ba Lan về Vương quốc Liên hiệp Anh và Bắc Ireland vài ngày trước. Ông cũng chỉ cử ba đại diện hỗ trợ, hy vọng Ba Lan thủ hòa Hungary là cùng.

## Diễn biến
| Ba Lan                                         | 4–2 | Hungary                   |
| ---------------------------------------------- | --- | ------------------------- |
| Wilimowski 33', 64', 74' · Piontek 73' (ph.đ.) |     | Zsengellér 14' · Ádám 30' |

| Ba Lan | Hungary |

|              |    |                                                              |  |
|              |    |                                                              |  |
|              | 1  | Adolf Krzyk (Brygada Częstochowa)                            |  |
|              | 2  | Władysław Szczepaniak (Polonia Warszawa; c)                  |  |
|              | 3  | Edmund Giemsa (Ruch Chorzów)                                 |  |
|              | 4  | Wilhelm Góra (Cracovia)                                      |  |
|              | 5  | Edward Jabłoński (Cracovia)                                  |  |
|              | 6  | Ewald Dytko (Dąb Katowice)                                   |  |
|              | 7  | Henryk Jaznicki (Polonia) 31' Stanisław Baran (Warszawianka) |  |
|              | 8  | Ewald Cebula (Śląsk Świętochłowice)                          |  |
|              | 9  | Leonard Piontek (AKS Chorzów)                                |  |
|              | 10 | Ernest Wilimowski (Ruch Chorzów)                             |  |
|              | 11 | Paweł Cyganek (Fablok Chrzanów)                              |  |
| HLV:         |    |                                                              |  |
| Józef Kałuża |    |                                                              |  |

|               |    |                                   |  |
|               |    |                                   |  |
|               | 1  | Ferenc Sziklai (Újpest FC)        |  |
|               | 2  | Károly Kis (MTK Hungária FC)      |  |
|               | 3  | Sándor Bíró (MTK Hungária FC)     |  |
|               | 4  | Antal Szalay (Újpest FC)          |  |
|               | 5  | József Turay (MTK Hungária FC; c) |  |
|               | 6  | János Dudás (MTK Hungária FC)     |  |
|               | 7  | Sándor Ádám (Újpest FC)           |  |
|               | 8  | György Sárosi (Ferencvárosi TC)   |  |
|               | 9  | Gyula Zsengellér (Újpest FC)      |  |
|               | 10 | Géza Toldi (Ferencvárosi TC)      |  |
|               | 11 | László Gyetvai (Ferencvárosi TC)  |  |
| HLV:          |    |                                   |  |
| Dénes Ginzery |    |                                   |  |

| Match rules - 90 phút. - 30 phút hiệp phụ nếu cần thiết. - Tái đấu nếu vẫn hòa. |

## Sau trận đấu
Nhiều cổ động viên Ba Lan ăn mừng và đã được chứng kiến ngày vinh quang nhất trong lịch sử bóng đá Ba Lan. Mọi người vui vẻ và hy vọng trận đấu sẽ làm xoa dịu tình hình bất ổn bấy giờ. Dù người Hungary không được vui, họ thừa nhận Ba Lan đã chơi tốt hơn họ.
Tuy nhiên, có người đã lo sợ cho nguy cơ chiến tranh và đã cảnh báo. Đại tá kiêm quản lý Hiệp hội bóng đá Ba Lan, Kazimierz Glabisz, than rằng: "Ai biết được - có thể đây sẽ là trận đấu cuối cùng trước khi chiến tranh nổ ra?"

## Những trận đấu không bao giờ diễn ra
Sau trận, quan chức Ba Lan tính tiếp việc tổ chức các trận giao hữu khác. Vào 3 tháng 9 năm 1939, nếu đúng ra, thì Ba Lan phải gặp Bulgaria, và ông Kaluza đã chọn những cầu thủ sau:
- Walter Brom, Ruch Chorzów,
- Edmund Giemsa, Ruch Chorzów,
- Michal Dusik, KPW Poznań,
- Kazimierz Lis, Warta Poznań,
- Wilhelm Piec, Naprzód Lipiny,
- Henryk Mikunda, Ruch Chorzów,
- Aleksander Schreier, Warta Poznań,
- Boleslaw Gendera, Warta Poznań,
- Ewald Cebula, Śląsk Świętochłowice,
- Franciszek Pytel, AKS Chorzów,
- Paweł Cyganek, Fablok Chrzanów.

Trên ghế dự bị: Adolf Krzyk (Brygada Częstochowa), Władysław Szczepaniak và Stanislaw Filipek (both Polonia Warszawa), Edmund Białas (KPW Poznań).
Vào thứ tư, ngày 6 tháng 9, Ba Lan đáng nhẽ phải gặp Nam Tư tại Beograd. Bản thân đội hình mà Ba Lan hạ Hungary cũng đã được chọn để thi đấu. Chỉ có một thay đổi - Schreier thế chỗ Jaznicki. Ghế dự bị gồm: Brom, Pytel, Bialas và Piec.
Vào 24 tháng 9, Ba Lan sẽ cử đội chính đã giao hữu với Romania và đội dự bị đá giao hữu tại Helsinki trước Phần Lan.
Tuy nhiên, ngay ngày 1 tháng 9, Đức xâm chiếm Ba Lan và đó cũng là trận đấu cuối cùng của Ba Lan.

### Ghi chép
- (tiếng Ba Lan) Eugeniusz Bano (ngày 24 tháng 8 năm 1939). Stanisław Rothert (biên tập). "Budapeszt, środa rano, telefonuje" [Budapest, Wednesday morning, by phone]. Przegląd Sportowy. Quyển 68 số 1533. tr. 1. ISSN 0137-9267. OCLC 680528764. Truy cập ngày 24 tháng 9 năm 2014.
- (tiếng Ba Lan) N.S. (ngày 24 tháng 8 năm 1939). Stanisław Rothert (biên tập). "Bez szans, ale z wolą walki" [Without chances, but with will to fight]. Przegląd Sportowy. Quyển 68 số 1533. tr. 2. ISSN 0137-9267. OCLC 680528764. Truy cập ngày 24 tháng 9 năm 2014.
- (tiếng Ba Lan) Stanisław Rothert, biên tập (ngày 28 tháng 8 năm 1939). "30 minut depresji - godzina przewagi" [30 minutes of depression, an hour of domination]. Przegląd Sportowy. Quyển 69 số 1534. tr. 1–2. ISSN 0137-9267. OCLC 680528764. Truy cập ngày 24 tháng 9 năm 2014.
- (tiếng Ba Lan) Stanisław Rothert, biên tập (ngày 28 tháng 8 năm 1939). "Sędzia Pekonen zdumiony grą Polaków" [Referee Pekonen amazed by Poles' play]. Przegląd Sportowy. Quyển 69 số 1534. tr. 2. ISSN 0137-9267. OCLC 680528764. Truy cập ngày 24 tháng 9 năm 2014.
- (tiếng Ba Lan) Eugeniusz Bano (ngày 31 tháng 8 năm 1939). Stanisław Rothert (biên tập). "Zgodna opinia prasy węgierskiej - Polacy musieli wygrać" [Hungarian press agrees the Poles just had to win]. Przegląd Sportowy. Quyển 70 số 1535. tr. 1–2. ISSN 0137-9267. OCLC 680528764. Truy cập ngày 24 tháng 9 năm 2014.
- (tiếng Ba Lan) W. (ngày 31 tháng 8 năm 1939). Stanisław Rothert (biên tập). "Wima zwycięża, ale Krywałt - rewelacją" ["Wima" wins, but Krywałt was truly amazing]. Przegląd Sportowy. Quyển 70 số 1535. tr. 2. ISSN 0137-9267. OCLC 680528764. Truy cập ngày 24 tháng 9 năm 2014.